# Amphiophiura lenta
Amphiophiura lenta är en ormstjärneart som först beskrevs av Jean Baptiste François René Koehler 1904.  Amphiophiura lenta ingår i släktet Amphiophiura och familjen fransormstjärnor. Inga underarter finns listade i Catalogue of Life.